# طارق الحرزي
طارق بن الطاهر بن الفالح العوني الحرزي، المعروف أيضًا باسم أبي عمر التونسي (3 مايو 1982 - 16 يونيو 2015)، عضو وقيادي في تنظيم الدولة الإسلامية، ولد في تونس، وهو من أوائل المقاتلين الأجانب في تنظيم الدولة الإسلامية.
- عرف باسم "أمير الاستشهاديين أو الانتحاريين"، لأنه دبر مئات الهجمات الانتحارية التي نفذها عشرات الجهاديين من مختلف أنحاء العالم.[2]
- كان المسؤول عن تجنيد المقاتلين الأجانب ومنحهم التدريب على الأسلحة الخفيفة قبل إرسالهم إلى سوريا، وفقًا لتقرير وزارة الخزانة الأمريكية
- قيل أيضًا شارك في جمع تبرعات للجماعة في قطر تُقدّر بمليوني دولار تم إرسالها إلى تنظيم الدولة الإسلامية في سبتمبر 2013.[3]
- في 24 سبتمبر 2014، وأضافته وزارة الخزانة الأمريكية كإرهابي عالمي مع قائمة طويلة من الأسماء البديلة وتواريخ الميلاد البديلة.[2][4]
- في 5 مايو 2015 عرضت وزارة الخارجية الأمريكية مكافأة بقيمة 3 ملايين دولار لمن يدلي بمعلومات تؤدي إلى اعتقاله.[5]
- قُتِل طارق الحرزي في غارة أمريكية بواسطة طائرة بدون طيار في الشدادي في شمال شرق سوريا في 16 يونيو 2015.[6][7] وكان شقيقه علي عوني الحرزي قد قُتِل في اليوم السابق في غارة جوية أمريكية على مدينة الموصل بالعراق.[8]